# Vidin–Calafat híd
A Vidin–Calafat híd (bolgárul Мост Видин - Калафат [Moszt Vidin - Kalafat] vagy Дунав мост 2 [Dunav moszt dve], románul Podul Calafat-Vidin) egy 1971 méter hosszú közúti–vasúti híd a romániai Calafat és a bulgáriai Vidin között a Duna határfolyó felett. A Gyurgyevó és Rusze közötti Duna híd után a második híd a Dunán a két ország között.

## Történelem
A kábelhíd megépítéséről 2000. június 5-én döntött a román és a bolgár parlament, és a tervek szerint 2012 végére kellett volna elkészülnie. Az építkezés hivatalosan 2007. május 13-án kezdődött Vidinben, Szergej Sztanisev bolgár miniszterelnök és Erhard Busek, a Délkelet-európai Stabilitási Paktum speciális koordinátora közreműködésével.
A hidat 2013. június 14-én hivatalosan átadták a forgalomnak, a vasúti közlekedés azonban csak 2014. május 10-én indulhatott meg, és a román szakaszon még hiányzik a villamosítás. Az építkezés költsége csaknem negyedmilliárd euró volt, melyet nagyobb részt uniós forrásokból biztosítottak.

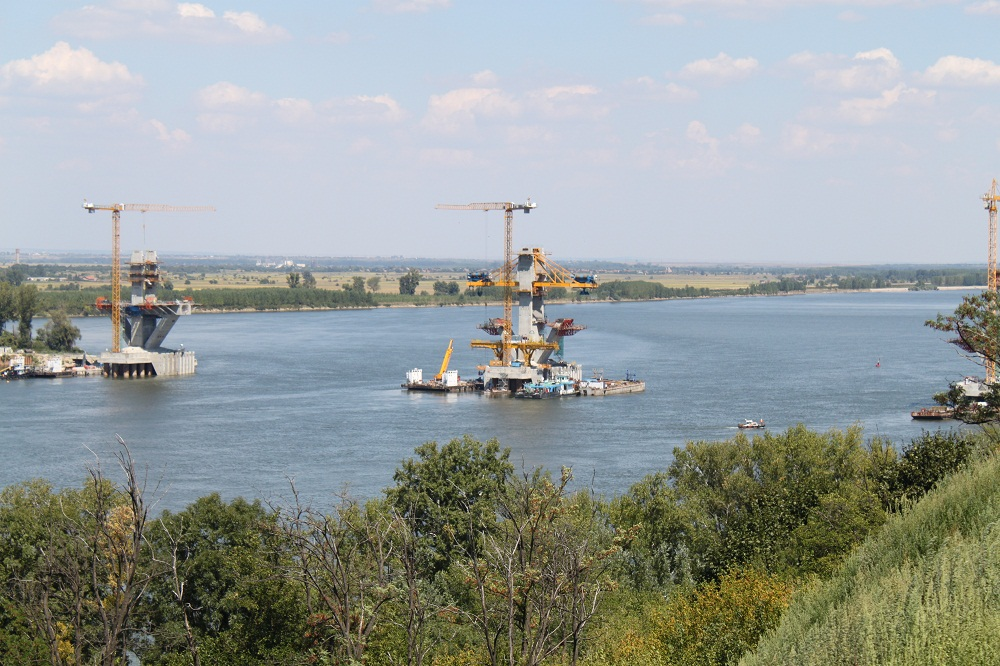
Az épülő híd 2011-ben

A hídon 2013 októberében kátyúk jelentek meg, amit a szakértők a híd komolyabb károsodása miatt veszélyesnek nyilvánítottak, mivel a sérüléseken befolyó nedvesség fagy esetén szétfeszítheti a híd belső szerkezeteit.

## Jellemzők
A hídon kétsávos autóút, egyvágányú vasútvonal és két gyalogos-kerékpáros járda van. Keresztmetszetében középen helyezkedik el a vasúti vágány, két oldalán egy-egy kétsávos útpálya, valamint közös kerékpáros–gyalogos járda ill. szervizjárda.
Az 1391 m hosszú közúti híd bal parti ártéri hídja 5, mederhídja 8 nyílású. A mederhíd függesztett-feszített gerendahíd.
Az 1791 m hosszú vasúti híd bal parti ártéri hídja 5, mederhídja 8 nyílású. A jobb parton a hídfő előtt 152 m-rel a vasúti pálya elválik a közútitól, és egy 13×40+32=552 m-es kétfőtartós vasbeton gerendahídon folytatódik.

## Forgalom
A hídon a gépjárműveknek díjat kell fizetniük: a személygépkocsik 6 eurót, a tehergépkocsik súlytól függően legfeljebb 37 eurót.
Noha a híd átadásakor az odavezető utak nem voltak készen, a bolgár becslés szerint az első évben 100 ezer gépjármű halad át a hídon, később a forgalom elérheti a napi 8400 járművet. A híd része a IV. páneurópai folyosónak, mely a tervek szerint hosszabb távon összekapcsolja majd Bukarestet, Craiovát, Temesvárt és Budapestet egy autóúttal, így lehetővé teszi a gyors eljutást Északnyugat-Bulgáriába, Délnyugat-Romániába és Kelet-Magyarországra. A híd révén könnyebben elérhetők a teherforgalom számára a görög kikötők is.
Az első teljes évben (a 2014. július végéig tartó 12 hónapban) 508 294 jármű kelt át a hídon, ami meghaladja az előzetes megvalósíthatósági tanulmányokban becsült 450–500 000-es forgalmat, amire a 15-20 éves megtérülést alapozták. 2014 júliusában a forgalom 51%-át a 12 tonnát meghaladó összteömegű tehergépkocsik adták, míg a személygépkocsik arány 40% volt. Az első időszak tapasztalatai szerint a Bulgária felé tartó forgalom 10–15%-kal meghaladta a Románia felé tartót. A tehergépkocsik közül messze a legtöbb bolgár illetőségű volt (60% körül), míg a román rendszámúak (kb. 5%) csak a negyedik legnagyobb arányt képviselték a lengyel (kb. 13%) és török (kb. 7%) tehergépjárművek után.
A vasúti személyszállítást a Craiova–Vidin viszonylaton közlekedő napi két pár vonat biztosítja, melyeket a CFR állít ki szóló Siemens Desiro motorvonattal.